# Xyletobius aleuritis
Xyletobius aleuritis är en skalbaggsart som beskrevs av Perkins 1910. Xyletobius aleuritis ingår i släktet Xyletobius och familjen trägnagare. Inga underarter finns listade i Catalogue of Life.